# Edward Sharpe and the Magnetic Zeros
Edward Sharpe and the Magnetic Zeros es una banda estadounidense liderada por Alex Ebert, vocalista del grupo de power pop Ima Robot. Su primera actuación como banda completa fue el 18 de julio de 2007 en The Troubadour en West Hollywood, California. Su primer álbum de estudio, Up from Below, fue lanzado digitalmente el 7 de julio de 2009 y físicamente el 14 de julio de 2009 en Community Records. Su segundo álbum, Here, fue lanzado el 29 de mayo de 2012.

## Origen
Ebert comenzó a trabajar en un libro sobre una figura mesiánica llamada Edward Sharpe después de romper con su novia, unirse a un programa de 12 pasos para la adicción, y mudarse a una casa junto a su amigo de toda la vida Nicholas Raymond Kellen. Según Ebert, Sharpe "fue enviado a la Tierra para sanar y salvar a la humanidad... pero siguió distraído por las chicas y el enamorarse." Ebert conoció más tarde a la cantante Jade Castrinos fuera de un café del centro de Los Angeles. En el verano de 2009, Ebert, Castrinos, y un grupo de músicos recorrieron el país en autobús como Edward Sharpe & the Magnetic Zeros. Su primer concierto en 2009 fue en el Festival de Cine de Marfa en Marfa, Texas. La banda grabó su álbum debut, Up From Below, en Laurel Canyon. Producido por Aaron Older y Nico Aglietti, fue lanzado el 14 de julio de 2009.

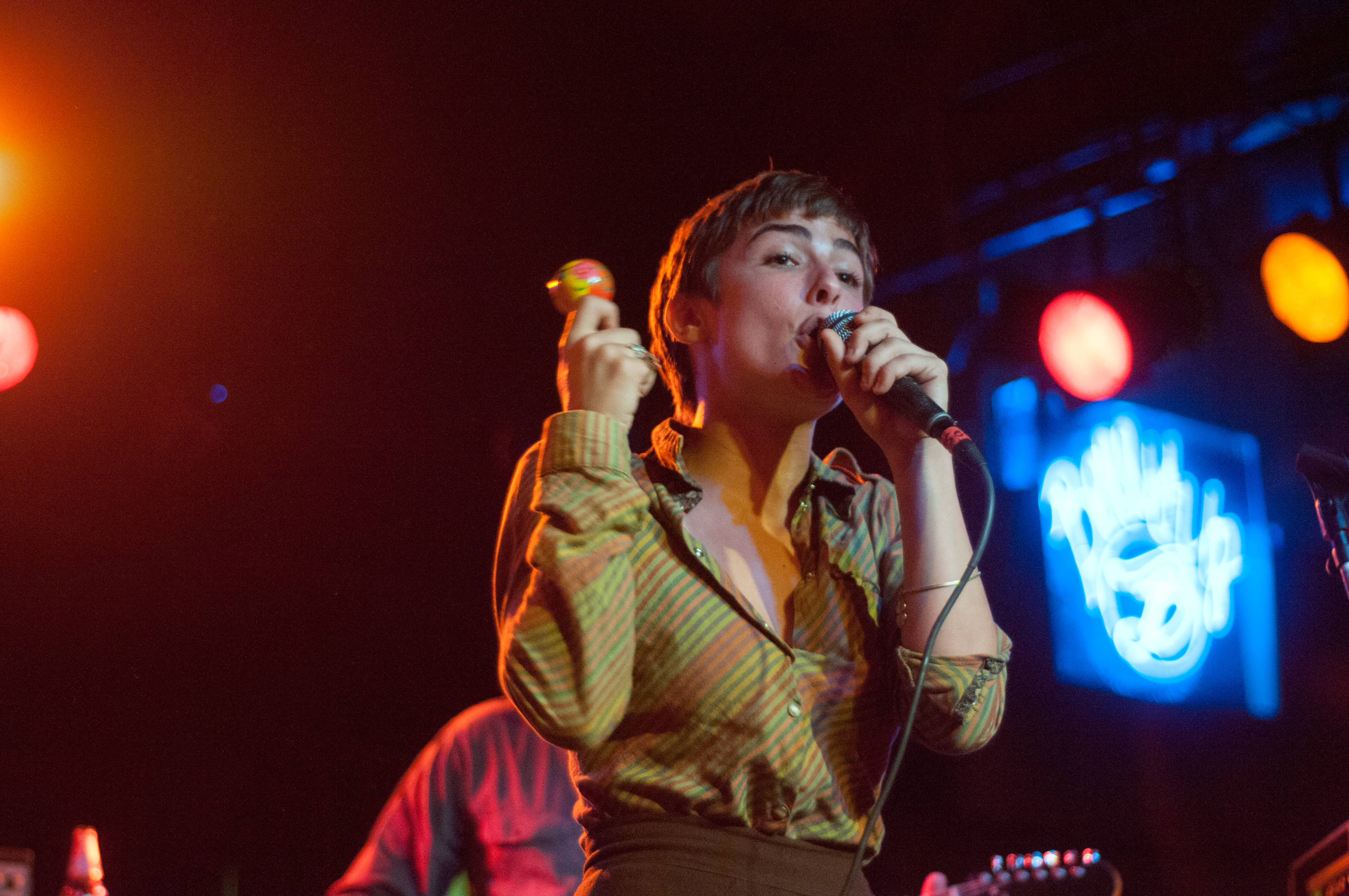
Jade Castrinos actuando con Edward Sharpe and the Magnetic Zeros en Solana Beach, California el 3 de noviembre de 2009.

## Largometraje musical
El 12 de abril de 2009, la banda lanzó “Desert Song”, un videoclip que es la primera parte de un largometraje musical de 12 partes llamado SALVO!. La segunda parte, “Kisses Over Babylon”, fue lanzado el 24 de noviembre de 2009 a través de Spinner.com. La tercera parte, “40 Day Dream”, fue subido a YouTube por la banda el 19 de mayo de 2011.

## Big Easy Express
En abril de 2011, la banda se unió a Mumford & Sons y Old Crow Medicine Show en la Railroad Revival Tour. De acuerdo con “American Songwriter”, el tour se pasó por seis ciudades, tocando en lugares alternativos tales como una instituto de Austin, Texas donde Mumford & Sons enseñó a la banda a tocar su hit “The Cave”. La gira fue también para el director nominado a los Grammy Emmett Malloy tema principal de su documental más reciente “Big Easy Express”', en el que se esforzó por captar "la pura alegría de la música" a través de la imaginería popular Americana.

## Miembros
- Alex Ebert – voz principal, guitarra, percusión, piano
- Jade Castrinos (Exmiembro) – voz principal, guitarra
- Stewart Cole – trompeta, percusión, teclados, ukulele tenor, coros
- Josh Collazo – batería, percusión, coros
- Orpheo McCord – batería, percusión, marimba, coros
- Nora Kirkpatrick – acordeón, coros
- Christian Letts – guitarra, voz principal
- Seth Ford-Young – bajo, coros
- Mark Noseworthy – guitarra, voz principal (Primavera 2012)
- Aaron Arntz - Piano (Primavera 2012)

### Personal adicional
- Chris Richard – coros, percusión
- Anna Bulbrook – viola, coros
- Tyler James – piano, coros
- Felix Bloxsom – batería
- Adam Privitera- silbato
- Nathaniel Markman – ocasional violín
- Ryan Richter – guitarra, lap steel
- Scott Ralston – tour manager
- Bryan Ling – mánager

### Personal original
- Aaron Embry – teclado, piano, coros, armónica
- Nico Aglietti – guitarra, sintetizador, teclado, coros
- Aaron Older – bajo, coros, banjo, percusión
- Tay Strathairn – piano, armónica, coros
- Michael Farfel – mánager/locutor

## Discografía

### Álbumes
- Up From Below (2009)
- Here (2012)
- Edward Sharpe and the Magnetic Zeros (2013)
- PersonA (2016)

### Álbumes de estudio
| Up from Below                         | - Lanzamiento: 7 de julio de 2009 - Sello: Vagrant Records, Rough Trade Records - Formatos: CD, descarga digital | 76 |
| Here                                  | - Lanzamiento: 29 de mayo de 2012 - Sello: Vagrant Records, Rough Trade Records - Formatos: CD, descarga digital | 5  |
| "—" indica que no entró a dicha lista | |    |

### EP
- Here Comes EP (2009)

### Singles
| 2009                                  | "40 Day Dream/Geez Louise"  | —  | —  | —  | —  |  | Up From Below |
| 2010                                  | "Home"                      | 40 | 27 | 52 | 28 |  | Up From Below |
| 2010                                  | "Memory of a Free Festival" | —  | —  | —  | —  |  | Up From Below |
| 2010                                  | "Chickens in Love"          | —  | —  | —  | —  |  | Up From Below |
| 2012                                  | "That's What's Up"          | —  | —  | —  | —  |  | Here          |
| 2012                                  | "One Love to Another"       | —  | —  | —  | —  |  | Here          |
| 2012                                  | "Man on Fire"               | —  | —  | —  | —  |  | Here          |
| "—" indica que no entró a dicha lista |                             |    |    |    |    |  |               |